# Kaspier

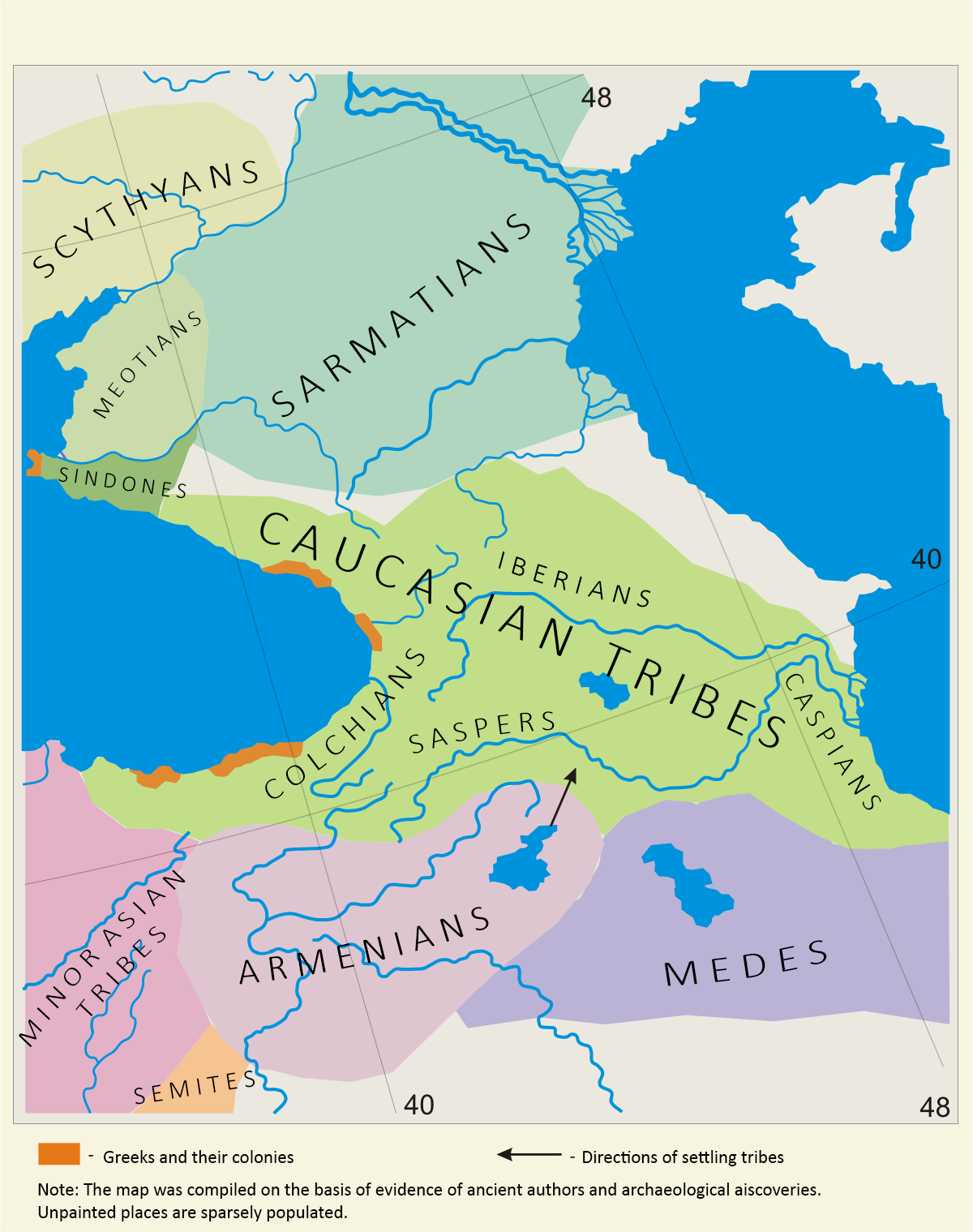
Karte des Kaukasus im 5./4. Jahrhundert v. Chr. mit ungefährem Siedlungsgebiet der Kaspier

Die Kaspier (altgriechisch Κάσπιοι Kaspioi; lateinisch Caspi; Altarmenisch Կասպք Kaspkʿ) waren ein antiker Volksstamm, der an der Südwestküste des nach ihm benannten Kaspischen Meers siedelte. Das genaue Siedlungsgebiet lässt sich nicht mit Sicherheit rekonstruieren; es werden verschiedene Landschaften in den Mündungsebenen der Flüsse Cyrus (Kyros) und des Araxes diskutiert.

## Geschichte
Im Jahr 515 v. Chr. wurden die Kaspier durch König Dareios I. unterworfen und ihr Territorium damit ein Teil des Achämenidenreichs. Nach dessen Untergang gehören sie zum Alexanderreich und dessen hellenistischen Nachfolgestaaten. Um 220 v. Chr. wurden die Kaspier durch Artavasdes I. (auch Artabazanes genannt) besiegt und dem Königreich Media Atropatene einverleibt, das aber bald zu einem Vasallenstaat des hellenistischen Seleukidenreiches herabsank. Der seleukidische Strategos (Statthalter) Artaxias I. eroberte wenig später das Siedlungsgebiet der Kaspier, rebellierte dann aber gegen den seleukidischen König und begründete das unabhängige armenische Königreich der Artaxiden. Um 100 v. Chr. wurden die Kaspier dann Teil des Königreiches Albania; später gelangten sie wieder an Atropatene. Spätestens im frühen 1. Jahrhundert n. Chr. – zur Zeit Strabons – hatten sich die Kaspier jedoch von der Küste des Kaspischen Meeres in das Bergland des Kaukasus zurückgezogen. Faustus von Byzanz bezeugt die Kaspkʿ in der Region um die Stadt Paitakaran (heute Beyləqan).

## Bild bei den griechisch-römischen Schriftstellern
Die griechischen und römischen Schriftsteller der Antike berichteten teilweise exotische Bräuche von den Kaspiern, die jedoch sicherlich nicht auf eigener Anschauung beruhten und deren historische Grundlage mindestens fragwürdig ist. So heißt es bei Gaius Valerius Flaccus, die Kaspier würden gemeinsam mit ihren Hunden in den Kampf ziehen und diese auch mit allen Ehren neben ihren Herren bestatten. Da dieser Brauch in anderen antiken Texten dagegen den Albanern oder den Hyrkanern zugeschrieben wird, scheint es sich um ein Missverständnis oder um ein allgemeines Stereotyp gehandelt zu haben. Strabon zufolge seien bei den Kaspiern alle Menschen, die das siebzigste Lebensjahr überschritten hätten, eingemauert und zu Tode gehungert worden. Die Leichname habe man anschließend in der Steppe ausgesetzt und es für ein gutes Omen gehalten, wenn sie von Vögeln mitgenommen worden seien.

## Ethnische Zuordnung
Die Forschung ging lange davon aus, dass die Kaspier ein vorindogermanisches Volk seien, ihre Sprache also aus der Zeit vor der Ausbreitung des Indogermanischen – in diesem Gebiet also des Iranischen – existiert habe. Namensformen einiger Kaspier, die aus in Ägypten gefundenen Papyri bekannt sind, deuten mittlerweile aber darauf hin, dass das Volk entweder doch zu den iranischen Völkern zu rechnen ist oder aber unter starkem kulturellem Einfluss der Iraner stand.